# Seconda Divisione 2022-2023 (Emirati Arabi Uniti)
La Seconda Divisione degli Emirati Arabi Uniti 2022-2023 è stata la 4ª edizione della terza competizione nazionale per club degli Emirati Arabi Uniti.
Alla competizione avrebbero dovuto prendere parte 12 squadre, ma prima dell'inizio della stagione l' Atletico Arabia e il Liwa si sono ritirate, portando il numero delle squadre partecipanti a 10.
Dopo la decisiva vittoria contro l'Al-Hilal United, il Gulf United ha ottenuto la vittoria del campionato e la promozione, per la prima volta nella sua storia, nella UAE First Division insieme al United FC che ha concluso al secondo posto la classifica finale.

## Squadre partecipanti
| Squadra          | Città               | Stadio                         |
| ---------------- | ------------------- | ------------------------------ |
| Gulf United      | Dubai               | Al Mazmar Pitch 1              |
| Al-Hilal United  | Dubai               | Al Hamriya Sports Club Stadium |
| Al Ittifaq       | Dubai               | Al Mamzar Pitch                |
| Al-Mooj          | Al Jazirah Al Hamra | Al Jazirah Al Hamra Stadium    |
| United FC        | Dubai               | Dubai British School           |
| La Liga HPC      | Dubai               | Dubai Sports City              |
| Laval United     | Dubai               | Target ground                  |
| Fleetwood United | Jebel Ali           | Al Hamriyah Stadium            |
| Regional Sports  | Abu Dhabi           | Zayed Sports City              |
| United Sport     | Al Ain              | As-hab Al-Himam Stadium        |

## Classifica
aggiornata al 19 aprile 2022
|  | Pos. | Squadra          | Pt | G  | V  | N | P  | GF | GS | DR  |
|  | ---- | ---------------- | -- | -- | -- | - | -- | -- | -- | --- |
|  | 1.   | Gulf United      | 40 | 18 | 12 | 4 | 2  | 42 | 20 | +22 |
|  | 2.   | United FC        | 40 | 18 | 12 | 4 | 2  | 43 | 15 | +28 |
|  | 3.   | Fleetwood United | 35 | 18 | 11 | 2 | 5  | 30 | 18 | +12 |
|  | 4.   | United Sport     | 26 | 18 | 7  | 5 | 6  | 26 | 22 | +4  |
|  | 5.   | La Liga HPC      | 26 | 18 | 7  | 5 | 6  | 25 | 18 | +7  |
|  | 6.   | Regional Sports  | 22 | 18 | 6  | 4 | 8  | 26 | 32 | -6  |
|  | 7.   | Al-Mooj          | 19 | 18 | 4  | 7 | 7  | 17 | 25 | -8  |
|  | 8.   | Al-Hilal United  | 16 | 18 | 4  | 4 | 10 | 22 | 43 | -21 |
|  | 9.   | Laval United     | 15 | 18 | 3  | 6 | 9  | 17 | 34 | -17 |
|  | 10.  | Al Ittifaq       | 8  | 18 | 1  | 5 | 12 | 13 | 34 | -21 |

Legenda:

      Promosse alla Prima Divisione UAE 2023-2024<
Note:
Tre punti a vittoria, uno a pareggio, zero a sconfitta.
Il Gulf United termina davanti al United FC per i migliori risultati negli scontri diretti: una vittoria ed un pareggio.
Fonte: Global Sports Archive

## Classifica marcatori
aggiornato al marzo 2023
| Gol |  |  | Giocatore       | Squadra         |
| --- |  |  | --------------- | --------------- |
| 14  |  |  | Pape Gueye      | Dubai United    |
| 12  |  |  | Richard Peniket | Gulf United     |
| 8   |  |  | Abdalla Abbakar | Al Hilal United |
| 8   |  |  | Haitham Ahmad   | Regional        |
| 7   |  |  | Ahmed Salem     | Regional        |
| 7   |  |  | Kyle Ross       | Fleetwood       |
| 6   |  |  | Adam Sayed      | Al Ittifaq      |
| 6   |  |  | Hussein Hawi    | Liga HPC        |
| 6   |  |  | Jamal Bartley   | Gulf United     |
| 6   |  |  | Peter Sottie    | Regional        |